# 翔んでる!平賀源内
『翔んでる! 平賀源内』（とんでる ひらがげんない）は、1989年5月8日から1989年9月18日までTBS系「ナショナル劇場」（20:00–20:54 JST。後にパナソニック ドラマシアター → 月曜ミステリーシアター）で放送された時代劇。制作協力は東映太秦映像、製作はC.A.L。全20話。長らくソフト化されていなかったが、2010年10月に日本クラウンからよりDVD-BOXが発売された。2012年にBS-TBSで再放送され、2014年・2019年にも再放送されている。

## 概要
18世紀に実在した蘭学者平賀源内を主人公とした時代劇。源内を探偵のように仕立てた勧善懲悪物で、源内が発明品を使って事件を解決していくストーリーが基本となる。
第8話から第12話は『水戸黄門』と同様の旅物路線の内容となり、水戸光圀の印籠に相当する小道具として、老中田沼意次の書状も登場した。
最終回終盤で源内が旅立ち、続編は製作されていない。
最高視聴率は、初回（1989年5月8日放映）の26.8%（ビデオリサーチ調べ、関東地区）。

## 登場人物・キャスト
- 平賀源内：西田敏行

主人公。からくり長屋の住人。いつも奇妙奇天烈な発明で周囲を驚かし、特に飛行機の発明に余念がない。どんなに不可能でも可能にしようとする不屈の精神力の持ち主で、何かを考えている時は、まったく相手の言うことが聞こえなくなってしまう。第8話で鴻ノ池宗右衛門の依頼で「丹波の金鉱調査」のために上方へ旅立つが沙織が勝手についてきてしまい、その上、一平と赤垣の上方出張とからくり長屋の人達のお伊勢参りと重なったため、行く先々で彼らと出くわす。江戸には第12話の最後で宗助が手配した船で長屋の人達と一緒に帰還。
- 結城一平：薬丸裕英[2]

北町同心。まだ年齢は若いがしっかりしている。第1話でからくり長屋の住人たちと出会ったことが縁で源内に何度も事件解決の相談に来る。第8話から第12話まで囚人引取りのため上方へ出張に出る。
- お葉：鮎川いずみ

瓦版屋「蔦屋」の主人。からくり長屋の住人。密かに紫頭巾となって悪と戦う。源内に気がある。第8話から第12話までお伊勢参りと称して源内を追って旅をした。伊勢神宮をお参りした後も上方まで追いかけた。
- 桔梗屋粂八：池畑慎之介

女形役者。からくり長屋の住人。本名は佐吉といい、年齢は25歳で妹がいる（第15話）。武器は桔梗の花で手裏剣代わりに投げる。第8話から第12話までお伊勢参りと称して源内を追って旅をした。
- 宗助：松山英太郎（第1話～第8話、第12話～第20話）

元々は鴻池の番頭。からくり長屋の住人。第1話で殺人の濡れ衣を着せられ、第2話で宗右衛門から解雇されてしまうが、実際は世間の動きや流行をタダで聞きだして、商売のヒントにしようとした宗右衛門の計画で、第3話からエレキ亭の主人となる。元義賊。
- 目玉の金太：谷幹一（第1話～第8話、第13話～第20話）

お鈴の下っ引き。お鈴を「お嬢さん」と呼ぶ。
- おたか：森マリア

熊吉の女房。からくり長屋の住人。とにかく男勝りで気が強く、それに加えて口やかましい。第3話からエレキ亭の店員になり、第8話から第12話までお伊勢参りと称してお葉と旅をし、「熊吉命」の杖を持っていた。
- 熊吉：山口弘和（第1話～第8話、第13話～第20話）

駕籠かき。おたかの亭主。おたかには、頭が上がらないでいる。
- 八五郎：竹田高利（第1話～第8話、第13話～第20話）

駕籠かき。熊吉の弟分。からくり長屋の住人。
- お鈴：大沢逸美

一平配下の岡っ引き。父の代から主従関係だったため、「若」と呼ぶ。一平に気があるらしく、沙織が一平と仲良くしていると焼きもちを焼く。金太や長屋の人達から一平がらみでからかわれることもある。第8話から第12話まで一平を追いかけ、お伊勢参りと称してお葉に同行。江戸へは一平と(赤垣と)一緒に戻った。
- 沙織：石田ゆり子

宗右衛門の孫。源内の押しかけ助手で天真爛漫な性格である。第8話から第12話まで若侍に扮して源内に無理矢理ついて行った。双子で詩織という姉がいる。
- 詩織：石田ゆり子（二役）（第1話～第7話）

同じく宗右衛門の孫。沙織と間違えられ「私は詩織です。」というのが定番シーン(逆パターンもあり)。第12話で宗右衛門と一緒に長崎へ行ったことが宗助の口から語られ、以後は登場しない。
- 雲雀の千吉：高橋元太郎（第1話～第7話、第13話～第17話、第19話～第20話）

瓦版売り。
- 赤垣平助：小松政夫

北町同心。一平の先輩だが、役人風を吹かして確かな証拠もなしに無実の者を捕らえてばかりいる。典型的なダメ同心でエレキテルで感電したり（第2話）、悪人に捕まったり（第3話、第8話、第9話）、盗賊として捕らえられる（第11話）とひどい目に遭う。周囲から「渋柿・干し柿」と呼ばれたりする。ゴキブリが嫌い（第1話）。第8話から第12話まで一平とともに上方へ出張する。
- 能勢甚四郎：川合伸旺（第1話～第7話、第13話～第20話）

北町奉行。田沼に呼び出され、丸めた蔦屋の瓦版を投げつけられてはあれこれ要求される。第14話では戸山に同様の行為をしていた。田沼からは「能勢、もうよせ」と言われることが多い。
- 戸山庄作：佐々木勝彦（第1話～第5話、第7話～第8話、第13話～第20話）

北町与力。
- 青木二郎太：円谷浩（第1話～第8話、第13話～第16話、第19話～第20話）

北町同心。一平と仲が良く戸山にも直言する一平を三之介と一緒になだめるのが定番シーン。
- 神原三之介：筒井巧（第1話～第8話、第13話～第20話）

北町同心。一平と二郎太と仲が良い。
- もぐらの勘助：井上茂（第1話～第7話、第13話～第20話）

赤垣配下の岡っ引き。八つ当たりされることが多いが、第3話で赤垣がアヘン組織に捕らえられたときは心配していた。
- お夏：武田京子（第3話～第8話、第13話～第20話）

エレキ亭の店員。
- お春：山田容子（第3話～第8話、第13話～第20話）

エレキ亭の店員。
- 野見山忠太夫：中村錦司（第1話～第7話、第18話～第20話）

田沼家用人。
- お松：森あつこ（第1話～第7話、第13話～第14話、第16話～第20話）

からくり長屋の住人。
- お竹：香住美弥子（第1話～第7話、第13話～第14話、第16話～第20話）

からくり長屋の住人。
- お梅：藤坂有希（第1話～第7話、第13話～第14話、第16話～第20話）

からくり長屋の住人。
- 田沼意次：藤岡琢也（第1話～第7話、第13話、第18話～第20話）

老中。賂を差し出さなかった宗右衛門と蔦屋の瓦版の執筆をした源内を危険人物としてマークしたことから長い付き合いとなる。第2話以降は腰痛持ちでエレキテルでの治療に病み付きになっていき、治療代として第8話から第12話までの旅で源内に直筆の書状を渡した。
- 鴻ノ池宗右衛門：森繁久彌（特別出演）（第1話、第2話）

上方から江戸に出店してきた廻船問屋。
- ナレーター：芥川隆行

## スタッフ
- 製作総指揮：松下正治
- 製作副指揮：丹羽正治
- 製作代表：山下俊彦、藤井貞夫
- 製作：谷井昭雄、三好俊夫
- 制作：逸見稔
- 原案：葉村彰子
- 脚本：葉村彰子（第1話～第2話、第4話、第6話、第11話、第18話～第20話）、櫻井康裕（第3話、第8話、第10話、第12話）、芦沢俊郎（第5話、第15話）、大西信行（第7話、第11話）、田口耕三（第9話、第13話、第16話）、土橋成男（第14話、第17話）
- 音楽：いずみたく
- 監督：山内鉄也（第1話～第2話、第4話、第6話、第11話、第19話～第20話）、矢田清巳（第3話、第5話、第7話～第8話、第11話～第12話、第15話～第16話）、金鐘守（第10話、第13話～第14話、第17話～第18話）
- 特技：宍戸大全
- プロデューサー：西村俊一
- プロデューサー：大庭喜儀
- 制作担当：山田勝
- 撮影：原田裕平（第1話～第2話、第4話、第6話、第9話～第10話、第13話～第14話、第17話～第18話）、萩屋信（第3話、第5話、第19話～第20話）、平山善樹（第7話～第8話）、片山顕（第11話～第12話）、都築雅人（第15話～第16話）
- 照明：武邦男（第1話～第2話、第4話、第6話、第9話～第10話）、真城喻（第3話、第5話）、大谷康郎（第7話～第8話、第11話～第12話、第15話～第16話、第19話～第20話）、岩見秀夫（第13話～第14話、第17話～第18話）
- 録音：木村均（第1話～第2話）、面屋竜憲（第3話、第5話、第7話～第8話、第11話～第12話、第15話～第16話）、神戸孝憲（第4話、第6話、第9話～第10話）、小金丸輝貴（第13話～第14話）、中川清（第17話～第20話）
- 美術：鈴木孝俊（第1話～第16話）、松宮敏之（第17話～第20話）
- 記録：内藤幸子（第1話～第2話、第4話、第6話、第11話、第15話～第16話）、小川加津子（第3話、第5話、第7話～第8話、第11話～第12話）、川島庸子（第13話～第14話、第17話～第18話）、中嶋俊江（第19話～第20話）
- 編集：河合勝巳
- 助監督：和田圭一（第1話～第2話、第4話、第6話、第15話～第16話）、佐藤晴夫（第3話、第5話、第13話～第14話）、井上泰治（第7話～第8話、第11話、第17話～第18話）、梅原重行（第9話～第10話、第19話～第20話）
- 邦楽監修：中本哲
- 刺青：毛利清二（第3話、第11話）
- 擬斗：菅原俊夫（東映剣会）
- 衣装：東京衣裳
- 装置：青木茂雄
- 装飾：極並浩史
- 小道具：高津商会
- 美粧結髪：東和美粧
- かつら：山崎かつら
- スチール：高瀬和三郎
- 計測：原田国一（第1話～第10話）、松木春吉（第11話～第12話）、山本英夫（第13話～第16話）、長谷川光徳（第17話～第20話）
- 整音：加藤正行
- 進行：福田雅弘
- 演技事務：山下義明（第1話～第2話、第9話～第20話）、佐浪正彦（第3話～第8話）
- 騎馬：岸本乗馬センター（第14話）
- 特殊効果：ローカスト（第19話）
- 協力：京都・大覚寺（第1話～第18話）
- 現像：IMAGICA
- 制作協力：東映太秦映像
- 製作：C.A.L

## その他
本作は同枠の代表作である『水戸黄門』、『大岡越前』以外の作品としては、『江戸を斬るVII』（1987年、里見浩太朗主演）以来2年ぶりとなる。
また、本放送当時は、『江戸を斬る』シリーズも同枠の代表作として位置づけられていたため、番宣では、「『江戸を斬る』以来、約16年ぶりの新作」と紹介されている。
本作の音楽は『江戸を斬る』シリーズと同じいずみたくが担当しており、音楽のほとんどは同シリーズからの流用である。『江戸を斬る』シリーズの主題歌「ねがい」をアレンジした音楽も登場した。
また、本作のレギュラー・準レギュラー出演者には『江戸を斬るVII』にもレギュラー・準レギュラーで出演していた俳優が多く、森繁久弥、藤岡琢也、鮎川いずみ、高橋元太郎、谷幹一、小松政夫、松山英太郎、大沢逸美、中村錦司と9名もいた。
このうち、小松、谷、大沢、中村は役どころも同じだった。さらに大沢は役名も同じお鈴であり、分銅取り縄投げの技も『江戸を斬るVII』のお鈴の技をそのまま引き継いだ。山口弘和と竹田高利も『江戸を斬るVII』には同じ役どころでゲスト出演していた。
以上のように本作には『江戸を斬るVII』（1987年、里見浩太朗主演）を彷彿させるところがある。
本作以前の『大岡越前』（第10部まで）のレギュラー出演者で本作にレギュラー出演したのは松山、森、高橋、谷、武田である。このうち松山、谷、武田は役どころも同様であった。
小松と井上はこの後の『大岡越前』第12部、第13部でも同様の役どころでコンビを組む。
第14話には『大岡越前』でレギュラー出演している竹脇無我が杉田玄白役でゲスト出演している。なお、杉田玄白そのものは第3話にも登場しているが、この時は別の俳優が演じた。
悪代官や悪家老役などで有名であった川合伸旺が、悪役ではなくドジでありながらも源内に協力する江戸北町奉行役として出演している。
『水戸黄門』以来「ナショナル劇場」のナレーションを務めてきた芥川隆行が、本番組ではナレーションの傍ら、第1話冒頭と第18話で自ら講釈師役で素顔で出演していた。しかし、これが彼にとって、最初で最後の顔出し出演となった。
第19話、第20話では石浜朗が老中 水野出羽守役で田沼のライバルとして登場している。

## 放映リスト
| 話数          | 放送日 （年度はいずれも1989年） | サブタイトル             | ゲスト | 視聴率 |
| ------------- | ------------------------------- | ------------------------ | --- | ------ |
| 1             | 5月8日                          | 翔んでる! 平賀源内       | 相州屋治兵衛：田中明夫 巳之吉：宮口二郎 番頭：有島淳平 八幡屋徳右衛門：疋田泰盛 ：司裕介 ：池田弘治 | 26.8%  |
| 2             | 5月15日                         | 濡れ衣晴らしたエレキテル | 佐渡屋治兵衛：嵯峨善兵 おぼろの音蔵：山本昌平 伝吉：伊藤敏八 広吉：赤木太郎 ：宮城幸生 ：池田謙治 | 24.5%  |
| 3             | 5月22日                         | 浮世絵阿片地獄           | 鈴木春信：武内亨 美濃屋太兵衛：武藤英司 影山隆永：中村孝雄 荒川の万蔵：陶隆司 篠田久堅：小沢象 伝次：大木正司 ：三浦徳子 ：武井三二 ：芝本正 ：小崎芳枝 ：市川男女之助 ：鳥羽なおみ ：田井克幸 ：淡路康 | 22.4%  |
| 4             | 5月29日                         | 口中爽やか嗽石香         | 幸吉：河原崎次郎 お袖：桂木文 三春屋治兵衛：高城淳一 聖天の藤造：北村英三 常：草薙良一 銀次：岩尾正隆 おつや：片岡あや子 ：柴田さつき ：三浦久 | 22.8%  |
| 5             | 6月5日                          | 炎の中の白い影           | 佐助：磯部勉 お糸：伊藤美由紀 山木屋重吉：勝部演之 黒松の久兵衛：長谷川弘 ：奔田陵 ：谷口隆史 ：稲泉智万 ：山野晃朗 | 23.3%  |
| 6             | 6月12日                         | 疑惑の十段               | 阿波屋重兵衛：永井秀明 八重路：朝比奈順子 市川団蔵：大竹修造 市川団三郎：江並隆 ：西園寺章雄 ：新木邦彦 ：森下鉄朗 ：当銀長太郎 ：河南万里子 ：材木幸弘 ：美松艶子 | 16.1%  |
| 7             | 6月19日                         | 蜆売りは恋の辻占         | おつる：北林早苗 亀松：浅尾和憲 権造：井上昭文 伊勢屋藤右衛門：歌澤寅右衛門 伍平：石山律雄 相模屋太兵衛：西山辰夫 ：下元年世 ：小船秋夫 ：森本貴 | 20.6%  |
| 8             | 6月26日                         | 【旅編】湯けむり幽霊騒動 | 湯元屋佐吉：山本紀彦 お加代：三浦リカ 樺島郡太夫：江見俊太郎 大黒屋伝兵衛：汐路章 仙造：片岡五郎 ：石倉英彦 ：蓑和田良太 ：神津友子 ：丸平峯子 ：田井克幸 ：鳥羽なおみ ：加藤可奈 ：菅恵子 ：藤中照夫 ：赤坂由花 ：川下綾子 ：田辺ひとみ ：村田桂子 ：浅倉ゆり                                                                           | 21.6%  |
| 9             | 7月3日                          | 【旅編】殺意が潜む大井川 | 筧新之介：薬丸裕英（二役） 本田正供：石田信之 雪絵：浜田朱里 大友修理：外山高士 山室屋加兵衛：菅野菜保之 内藤玄蕃：堀田眞三 長七：桂春之助 ：波田久夫 ：浜伸二 ：柳川清 ：山村弘三 ：徳田興人 ：山口幸生 ：間之内純子 ：美松艶子 ：上野秀年 ：三笠敬子 ：畑中伶一 ：司裕介 ：東孝 ：奔田陵 ：志茂山高也 ：小坂和之 ：川本忠夫 ：加藤重樹 | 22.1%  |
| 10            | 7月10日                         | 【旅編】男の夢は夜ひらく | 新吉：草川㤑馬 お園：石倭裕子 遠州屋木兵衛：飯沼慧 肥田主計：加藤和夫 治兵衛：山田吾一 菊野屋おとせ：山口朱美 玄次：森章二 与吉：田中弘史 ：勝野賢三 ：谷口孝史 ：重久剛一 ：山村嵯都子 ：大矢敬典 ：奈波登志子 ：堀田明美 | 23.0%  |
| 11            | 7月17日                         | 【旅編】瞼の父は盗賊か？ | 三吉：中澤壮介 お玉：藍とも子 佐野甚八：内田勝正 暁星十郎：石橋雅史 お島：長谷川稀世 千太郎：荒木しげる 旅籠の主人：加賀邦男 ：市川男女之助 ：松田明 ：泉裕介 ：小峰隆司 ：小船秋夫 ：矢部義章 平河正雄 ：藤原弘美 ：松島ゆみこ ：菅恵子                                                                                                 | 22.7%  |
| 12            | 7月24日                         | 【旅編】天下一品南蛮揚げ | 圭太郎：佐藤佑介 お菊：北原佐和子 郷田紋太夫：玉川伊佐男 内村屋松右衛門：西山辰夫 ：高桐真 ：岩尾正隆 ：田畑猛雄 ：北見唯一 ：大橋壮多 ：玉生司朗 ：西園寺章雄 ：日高久 ：阿波地大輔 ：武井三二 ：木谷邦臣 ：高並功 ：池田謙治 ：和田昌也 ：春藤真澄 ：笠松則子                                                                          | 17.1%  |
| 13            | 7月31日                         | 本日土用丑の日           | お仲：奈月ひろ子 己之助：吉田次昭 与七：江幡高志 井筒屋：佐竹明夫 布袋屋：早川雄三 岩槻半四郎：松原一馬 仙太：江幡高志 ：新木邦彦 ：峰蘭太郎 ：高橋弘志 ：竹井雅文 | 20.2%  |
| 14            | 8月7日                          | 命で償う恩返し           | 兵藤左近：長谷川明男 早苗：福家美峰 備前屋：近藤準 門倉長庵：西沢利明 仙造：吉田豊明 ：岡田和範 ：辻喬次郎 ：田野由紀子 杉田玄白：竹脇無我 | 16.0%  |
| 15            | 8月14日                         | 愛しい妹は女掏摸         | おみつ：川島なお美 伝造：花沢徳衛 苅田屋：田中明夫 大五郎：長谷川弘 清次：黒部進 ：川浪公次郎 ：伊藤康二 ：壬生新太郎 ：森山陽介 ：西村麻赤 | 16.5%  |
| 16            | 8月21日                         | 源内櫛の女               | お篠：蜷川有紀 和泉屋：土屋嘉男 新助：篠塚勝 亥之助：伊藤高 駿河屋：新井量太 おくに：泉敦子 お由：津島令子 ：阿木五郎 ：水上保広 ：芝本正 ：園英子 ：星野美恵子 ：田辺ひとみ ：和田かつら ：畑中伶一 ：稲垣陽子 ：和気千枝 | 22.6%  |
| 17            | 8月28日                         | 義賊を騙る悪企み         | 新助：渋谷哲平 黒川主水：和崎俊哉 近江屋：金井大 松五郎：河原さぶ ：疋田泰盛 ：河南万里子 ：清家三彦 ：永守剛 ：高橋弘志 ：重伸幸 | 19.6%  |
| 18            | 9月4日                          | 嘘つき人情夢芝居         | 清次郎：岡野進一郎 お園：中尾麻祐子 伊之吉：三田村賢二 虎松：西田良 岩吉：栗田芳廣 ：前川恵美子 ：勇家寛子 ：永居光男 ：福中勢至郎 ：神原千恵 ：谷口公洋 おろく：藤間紫 講釈師 桃川びゃくてい：芥川隆行（ナレーターとしてクレジット、役名はノンクレジット）                                                                              | 19.1%  |
| 19            | 9月11日                         | 飛べ飛べ飛行機           | 水野出羽守忠友：石浜朗 金竜斉：石橋雅史 玄海屋：久遠利三 金竜斉の配下：菊池香理 金竜斉の配下：重見成人 金竜斉の配下：辻本良紀 | 15.6%  |
| 20 （最終回） | 9月18日                         | 男の浪漫は永遠に         | 水野出羽守忠友：石浜朗 備前屋：永井秀明 佐渡屋：上田忠好 今田源太夫：加藤和夫 お君：伊藤美由紀 鉄造：片岡五郎 おとら：丸平峯子 ：石倉英彦 | 21.4%  |

## 主題歌
『キラキラ音頭』
作詞：山上路夫、作曲：いずみたく、編曲：近藤浩章、唄：西田敏行